# MT1E
MT1E (англ. Metallothionein 1E) – білок, який кодується однойменним геном, розташованим у людей на короткому плечі 16-ї хромосоми. Довжина поліпептидного ланцюга білка становить 61 амінокислот, а молекулярна маса — 6 014.
| 10         |  | 20         |  | 30         |  | 40         |  | 50         |
| ---------- |  | ---------- |  | ---------- |  | ---------- |  | ---------- |
| MDPNCSCATG |  | GSCTCAGSCK |  | CKECKCTSCK |  | KSCCSCCPVG |  | CAKCAQGCVC |
| KGASEKCSCC |  | A          |  |            |  |            |  |            |

A: Аланін

C: Цистеїн

D: Аспарагінова кислота

E: Глутамінова кислота

G: Гліцин

K: Лізин

M: Метіонін

N: Аспарагін

P: Пролін

Q: Глутамін

S: Серин

T: Треонін

Задіяний у таких біологічних процесах, як ацетилювання, альтернативний сплайсинг. 
Білок має сайт для зв'язування з іоном міді, іонами металів, іоном цинку. 